# Электрон T5L64
Электрон T5L64 — украинский пятисекционный шестиосный односторонний полностью низкопольный трамвай для колеи шириной  1000 мм. Изготовлен во Львове совместным предприятием «Электронтранс», основанным концерном Электрон (Украина) и TransTec Vetschau GmbH (Германия). Трамвай на 80 % украинский продукт, на 20 % — немецкий (это определенные детали, запчасти). Является первым 100 % низкопольным трамваем, изготовленным на территории  Украины.
Имеет полный аналог для работы на путях с шириной колеи 1524 мм — Электрон T5B64.

## История
Выпуск первого трамвая данной модели был анонсирован в СМИ 5 июля 2012 года, когда совместное предприятие «Электротранс» выиграло конкурс на производство первого полностью низкопольного пятисекционного трамвая.. В русскоязычных СМИ о производстве первого вагона данного типа стало известно только 23 мая 2013 года, когда городской голова Евпатории Сергей Стрельбицкий посетил завод "Электрона" с целью ознакомления с технологиями производства данной модели и переговоров на предмет возможной закупки партии трамваев данного типа для евпаторийского трамвая. В дальнейшем от планов заключения контракта на поставку вагонов данного типа Евпаторийский горсовет отказался, хотя в качестве альтернативы горсовет рассматривал покупку трамваев типа Электрон T3L44.
В сентябре 2020 года администрация Львова подписала контракт на производство 10 новых вагонов данного типа. К осени 2021 года все они были выпущены и поступили для работы на сети Львовского трамвая.

## Технические подробности
Вагон имеет сниженный уровень вибрации и шума, автоматические системы смазки реборд колес на кривых участках для увеличения срока службы пути, автоматические устройства дозаторы подачи песка на рельсы при пробуксовке и торможении, встроенную систему диагностики оперативного контроля работы всех узлов и систем вагона, асинхронные тяговые электродвигатели . В режиме торможения предусмотрена возможность рекуперации электроэнергии в контактную сеть (экономия электроэнергии составляет до 40 %). Предусмотрена возможность установки кондиционеров салона (кондиционер рабочего места водителя входит в базовую комплектацию).
Количество мест для сидения — 58, максимальная пассажировместимость трамвая — 250 пассажиров. В трамвае есть место, оборудованное для перевозки инвалидов.